# Роберт із Нерсборо
Роберт із Нерсборо (англ. Robert of Knaresborough, також St. Robert (Святий Роберт); бл. 1160–1218) — британський самітник, який жив у печері біля річки Нідд в Нерсборо в історичній області Західний райдінг Йоркшира. День пам'яті — 24 вересня.

## Біографія
Народився в Йорку близько 1160 року з ім'ям Роберт Флавер (Robert Flower).
Рано став іподияконом і послушником у цистерціанському Ньюмінстерському абатстві, але пробув там всього кілька місяців. Потім, у пошуках усамітненого життя, він відвідав лицаря-самітника, який жив у печері біля річки Нідд, де ховався від Річарда I. Після смерті короля лицар повернувся додому до своєї сім'ї, залишивши Роберта одного.
Поруч із печерою була побудована невелика каплиця, присвячена Святому Джайлсу (St. Giles). Роберт продовжував жити там ще кілька років, допоки багата вдова Джуліана не запропонувала йому келію в каплиці Святої Гільди (St. Hilda) у сусідньому містечку Радфарлінгтон. Там він незабаром заробив репутацію мудрої та святої людини, яка дбала про бідних. Проте за рік його притулок розорили бандитами. Роберт, позбавлений будинку, деякий час жив під стіною церкви в Споффорті, а потім спробував жити з ченцями в Гедлі, неподалік Тадкастера, але вони не підійшли до його способу життя, і Роберт повернувся до Рудфарлінгтона.
Роберт із Нерсборо був добре відомий своєю благодійністю до бідних і знедолених — улюбленою формою його благодійності було викуповувати людей із в'язниці. Деякий час він процвітав, маючи чотирьох слуг і худобу, але незабаром знову потрапив у біду, цього разу з англійським бароном Вільямом де Стутвілем, який звинуватив Роберта у приховуванні злодіїв та злочинців. Після того, як його самотність була зруйнована вдруге силами закону та правопорядку, Роберт повернувся до печери в Нерсборо, де залишався до кінця життя.

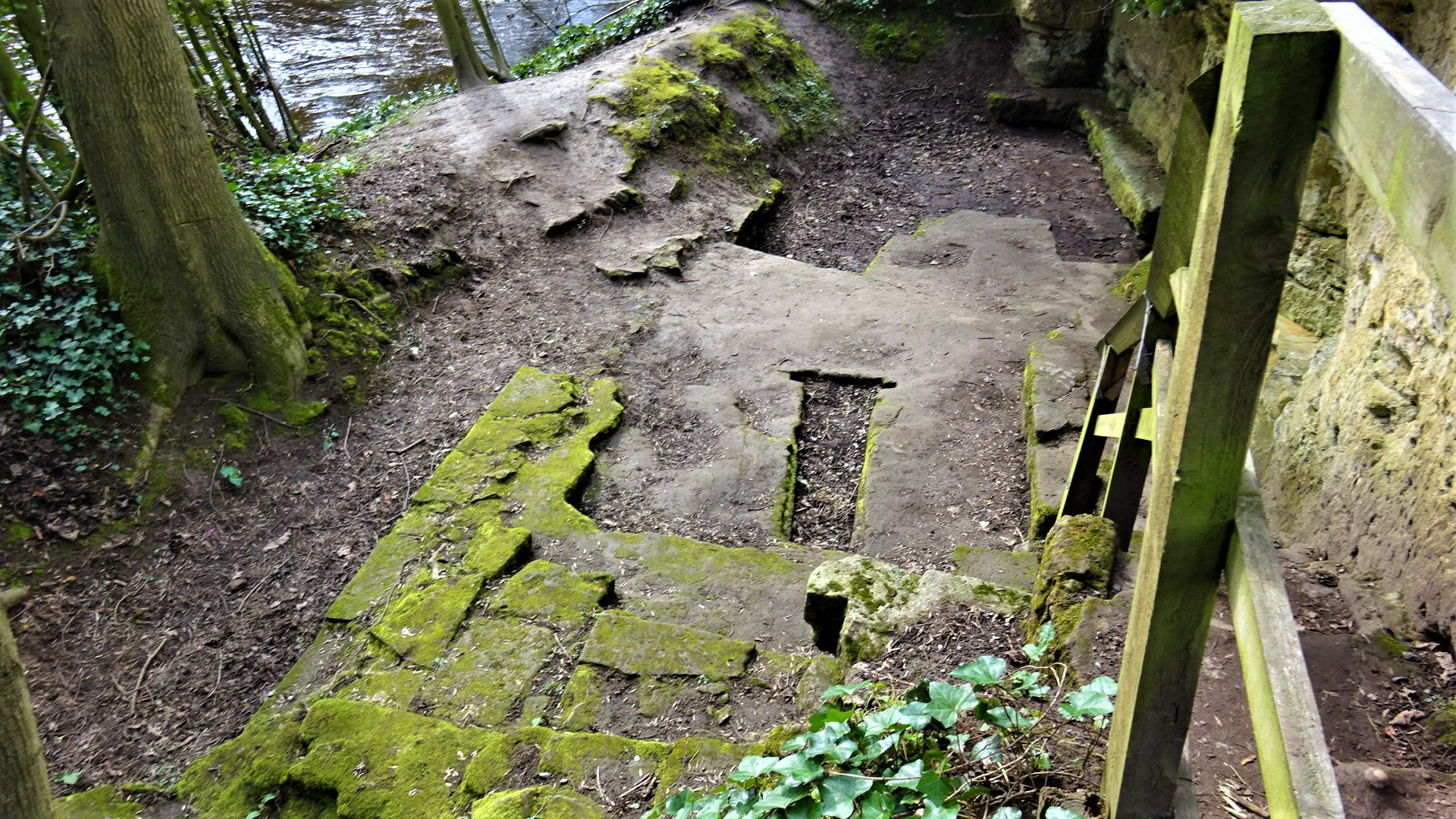
Могила у каплиці Святого Роберта

Помер 24 вересня 1218 року. Був похований у своїй каплиці, вирубаній у крутих скелях біля річки, куди приїжджали прочани з ближнього та дальнього зарубіжжя. Перед смертю Роберт заснував орден тринітарних ченців (Trinitarian Friars) у монастирі Нерсборо.